# Kúszóegérformák
A kúszóegérformák (Dendromurinae) az emlősök (Mammalia) osztályának a rágcsálók (Rodentia) rendjébe, ezen belül a madagaszkáriegér-félék (Nesomyidae) családjába tartozó alcsalád.
Egyes rendszerek az egérfélék (Muridae) családjába sorolják ezt az alcsaládot.
1995-ben Denys et al. a rövidfarkú kúszóegeret (Leimacomys buettneri) kivette ebből az alcsaládból és betette az egérfélék családjába, mint a Leimacomyinae alcsalád egyetlen képviselőjét.

## Rendszerezés
Az alcsaládba 6 nem és 24 faj tartozik:
- Dendromus Smith, 1829 – 12 faj
- Dendroprionomys F. Petter, 1966 – 1 faj
  - Dendroprionomys rousseloti F. Petter, 1966.
- Malacothrix Wagner, 1843 – 1 faj
  - Malacothrix typica A. Smith, 1834
- Megadendromus Dieterlen & Rupp, 1978 – 1 faj
  - etióp kúszóegér (Megadendromus nikolausi) Dieterlen & Rupp, 1978
- Prionomys Dollman, 1910 – 1 faj
  - Prionomys batesi Dollman, 1910
- Steatomys Peters, 1846 – 8 faj, zsíregerek